# Francesco Rocca (calciatore)
Francesco Rocca (San Vito Romano, 2 agosto 1954) è un allenatore di calcio ed ex calciatore italiano, di ruolo difensore.
Giocatore della Roma dal 1972 al 1981, in maglia giallorossa ha collezionato 141 presenze in campionato, 22 in Coppa Italia, con due reti all'attivo, 6 in Coppa UEFA, 1 in Coppa delle Coppe e 3 nella Coppa Anglo-Italiana. Con la Nazionale maggiore ha giocato per 18 volte, mettendo a segno una rete.

## Carriera

### Giocatore

Rocca (primo accosciato da sinistra) con la squadra primavera della Roma nel 1973-74.

Figlio di un idraulico e di una casalinga, si formò come calciatore nella parrocchia di Don Marcello Schiavella, parroco del suo paese, San Vito Romano. Nel calcio giovanile esordì nell'Audace Genazzano per poi passare al Bettini Quadraro, dove piacque subito all'A.S. Roma che lo acquistò anche su pressioni dell'allenatore Helenio Herrera.
Con la Roma Rocca debuttò nel 1972, a 18 anni, nel torneo Anglo-Italiano che quell'anno fu vinto proprio dalla squadra della Capitale. Fu terzino capace sia di difendere che di offendere e piacque subito anche al commissario tecnico della nazionale Fulvio Bernardini nonché successivamente a Enzo Bearzot. Famose divennero le sue "galoppate" sulla fascia destra che per la velocità gli valsero il soprannome: «Kawasaki», come il marchio giapponese di motociclette assai in voga in quegli stessi anni.
Le conseguenze di infortuni resero tuttavia la sua carriera piuttosto breve; il suo fu un vero e proprio calvario agonistico cominciato nella stagione 1976-77: dopo un primo infortunio subito durante la partita interna di campionato contro il Cesena, il 10 ottobre 1976, Rocca non volle rinunciare alla convocazione in Nazionale per un incontro di qualificazione ai mondiali in casa del Lussemburgo, sei giorni dopo, che disputò per intero peggiorando così la situazione. Al primo allenamento dopo il rientro in Italia, i legamenti del suo ginocchio cedettero.
Tornò in campo il 17 aprile 1977, contro il Perugia, ma i problemi non erano finiti: nuovamente operato a settembre, saltò l'intera annata 1977-78. Rientrato nella stagione seguente, riuscì a scendere in campo con una certa continuità per due stagioni (17 presenze nel 1978-1979 e 20 nel 1979-1980) ma nel 1980-81 una sciatalgia ricorrente, sempre collegata all'infortunio, lo costrinse a sole 6 presenze in campionato e al ritiro a fine stagione. Aveva subito nel frattempo cinque interventi al ginocchio. Il suo addio al calcio, a soli 26 anni, avvenne in occasione di Roma-Internacional Porto Alegre, un incontro amichevole in cui giocò per 19 minuti.
È tra i primi undici giocatori inseriti nella hall of fame ufficiale della Roma, il 20 settembre 2012.

### Allenatore
Rocca divenne in seguito un tecnico della FIGC e, dopo essere stato vice allenatore della nazionale U21 dal 1986 al 1995 e aver allenato diverse rappresentative tra cui la Nazionale Olimpica, dal 2006 al 2008 guidò le nazionali Under-18 e Under-19; con quest'ultima conquistò una medaglia d'argento all'Europeo 2008.
Dal 1993 al 1995 e dal 1998 al 2002 è stato vice allenatore della nazionale italiana, dal 1999 al 2000 lo è stato della Roma.
La Nazionale Olimpica da lui allenata fu protagonista, in occasione delle Olimpiadi di Seul del 1988, di una delle più clamorose sconfitte nella storia del calcio azzurro: il 4-0 subito contro la rappresentativa dello Zambia.  .
Nel 2008 Rocca divenne il tecnico della Nazionale Under-20, che l'anno successivo guidò al Mondiale Under-20. Il 25 luglio 2011 gli è subentrato Luigi Di Biagio e contestualmente egli è diventato osservatore della Nazionale A.

## Statistiche

### Presenze e reti nei club
| Stagione        | Squadra         | Campionato      | Campionato | Campionato | Coppe nazionali | Coppe nazionali | Coppe nazionali | Coppe continentali | Coppe continentali | Coppe continentali | Altre coppe | Altre coppe | Altre coppe | Totale | Totale |
| Stagione        | Squadra         | Comp            | Pres       | Reti       | Comp            | Pres            | Reti            | Comp               | Pres               | Reti               | Comp        | Pres        | Reti        | Pres   | Reti   |
| --------------- | --------------- | --------------- | ---------- | ---------- | --------------- | --------------- | --------------- | ------------------ | ------------------ | ------------------ | ----------- | ----------- | ----------- | ------ | ------ |
| 1972-1973       | Roma            | A               | 3          | 0          | CI              | 0               | 0               | -                  | -                  | -                  | CAI         | 3           | 0           | 6      | 0      |
| 1973-1974       | Roma            | A               | 30         | 0          | CI              | 4               | 0               | -                  | -                  | -                  | -           | -           | -           | 34     | 0      |
| 1974-1975       | Roma            | A               | 29         | 0          | CI              | 10              | 0               | -                  | -                  | -                  | -           | -           | -           | 39     | 0      |
| 1975-1976       | Roma            | A               | 29         | 0          | CI              | 1               | 0               | CU                 | 6                  | 0                  | -           | -           | -           | 36     | 0      |
| 1976-1977       | Roma            | A               | 7          | 0          | CI              | 4               | 2               | -                  | -                  | -                  | -           | -           | -           | 11     | 2      |
| 1977-1978       | Roma            | A               | 0          | 0          | CI              | 0               | 0               | -                  | -                  | -                  | CE          | 0           | 0           | 0      | 0      |
| 1978-1979       | Roma            | A               | 17         | 0          | CI              | 0               | 0               | -                  | -                  | -                  | -           | -           | -           | 17     | 0      |
| 1979-1980       | Roma            | A               | 20         | 0          | CI              | 1               | 0               | -                  | -                  | -                  | -           | -           | -           | 21     | 0      |
| 1980-1981       | Roma            | A               | 6          | 0          | CI              | 2               | 0               | CdC                | 1                  | 0                  | TC          | 0           | 0           | 9      | 0      |
| Totale carriera | Totale carriera | Totale carriera | 141        | 0          |                 | 22              | 2               |                    | 7                  | 0                  |             | 3           | 0           | 173    | 2      |

### Cronologia presenze e reti in nazionale
| Cronologia completa delle presenze e delle reti in nazionale ― Italia | Cronologia completa delle presenze e delle reti in nazionale ― Italia | Cronologia completa delle presenze e delle reti in nazionale ― Italia | Cronologia completa delle presenze e delle reti in nazionale ― Italia | Cronologia completa delle presenze e delle reti in nazionale ― Italia | Cronologia completa delle presenze e delle reti in nazionale ― Italia | Cronologia completa delle presenze e delle reti in nazionale ― Italia | Cronologia completa delle presenze e delle reti in nazionale ― Italia |
| Data                                                                  | Città                                                                 | In casa                                                               | Risultato                                                             | Ospiti                                                                | Competizione                                                          | Reti                                                                  | Note                                                                  |
| --------------------------------------------------------------------- | --------------------------------------------------------------------- | --------------------------------------------------------------------- | --------------------------------------------------------------------- | --------------------------------------------------------------------- | --------------------------------------------------------------------- | --------------------------------------------------------------------- | --------------------------------------------------------------------- |
| 28-9-1974                                                             | Zagabria                                                              | Jugoslavia                                                            | 1 – 0                                                                 | Italia                                                                | Amichevole                                                            | -                                                                     |                                                                       |
| 20-11-1974                                                            | Rotterdam                                                             | Paesi Bassi                                                           | 3 – 1                                                                 | Italia                                                                | Qual. Euro 1976                                                       | -                                                                     |                                                                       |
| 29-12-1974                                                            | Genova                                                                | Italia                                                                | 0 – 0                                                                 | Bulgaria                                                              | Amichevole                                                            | -                                                                     |                                                                       |
| 19-4-1975                                                             | Roma                                                                  | Italia                                                                | 0 – 0                                                                 | Polonia                                                               | Qual. Euro 1976                                                       | -                                                                     |                                                                       |
| 5-6-1975                                                              | Helsinki                                                              | Finlandia                                                             | 0 – 1                                                                 | Italia                                                                | Qual. Euro 1976                                                       | -                                                                     |                                                                       |
| 8-6-1975                                                              | Mosca                                                                 | Unione Sovietica                                                      | 1 – 0                                                                 | Italia                                                                | Amichevole                                                            | -                                                                     |                                                                       |
| 27-9-1975                                                             | Roma                                                                  | Italia                                                                | 0 – 0                                                                 | Finlandia                                                             | Qual. Euro 1976                                                       | -                                                                     |                                                                       |
| 26-10-1975                                                            | Varsavia                                                              | Polonia                                                               | 0 – 0                                                                 | Italia                                                                | Qual. Euro 1976                                                       | -                                                                     |                                                                       |
| 22-11-1975                                                            | Roma                                                                  | Italia                                                                | 1 – 0                                                                 | Paesi Bassi                                                           | Qual. Euro 1976                                                       | -                                                                     |                                                                       |
| 30-12-1975                                                            | Firenze                                                               | Italia                                                                | 3 – 2                                                                 | Grecia                                                                | Amichevole                                                            | -                                                                     |                                                                       |
| 7-4-1976                                                              | Torino                                                                | Italia                                                                | 3 – 1                                                                 | Portogallo                                                            | Amichevole                                                            | -                                                                     |                                                                       |
| 23-5-1976                                                             | Washington                                                            | Stati Uniti League XI                                                 | 0 – 4                                                                 | Italia                                                                | Torneo del Bicentenario                                               | 1                                                                     |                                                                       |
| 28-5-1976                                                             | New York                                                              | Inghilterra                                                           | 3 – 2                                                                 | Italia                                                                | Torneo del Bicentenario                                               | -                                                                     |                                                                       |
| 31-5-1976                                                             | New Haven                                                             | Brasile                                                               | 4 – 1                                                                 | Italia                                                                | Torneo del Bicentenario                                               | -                                                                     |                                                                       |
| 5-6-1976                                                              | Milano                                                                | Italia                                                                | 4 – 2                                                                 | Romania                                                               | Amichevole                                                            | -                                                                     |                                                                       |
| 22-9-1976                                                             | Copenaghen                                                            | Danimarca                                                             | 0 – 1                                                                 | Italia                                                                | Amichevole                                                            | -                                                                     |                                                                       |
| 25-9-1976                                                             | Roma                                                                  | Italia                                                                | 3 – 0                                                                 | Jugoslavia                                                            | Amichevole                                                            | -                                                                     |                                                                       |
| 16-10-1976                                                            | Lussemburgo                                                           | Lussemburgo                                                           | 1 – 4                                                                 | Italia                                                                | Qual. Mondiali 1978                                                   | -                                                                     |                                                                       |
| Totale                                                                |                                                                       | Presenze                                                              | 18                                                                    |                                                                       | Reti                                                                  | 1                                                                     |                                                                       |

| Cronologia completa delle presenze e delle reti in nazionale ― Italia under 21 | Cronologia completa delle presenze e delle reti in nazionale ― Italia under 21 | Cronologia completa delle presenze e delle reti in nazionale ― Italia under 21 | Cronologia completa delle presenze e delle reti in nazionale ― Italia under 21 | Cronologia completa delle presenze e delle reti in nazionale ― Italia under 21 | Cronologia completa delle presenze e delle reti in nazionale ― Italia under 21 | Cronologia completa delle presenze e delle reti in nazionale ― Italia under 21 | Cronologia completa delle presenze e delle reti in nazionale ― Italia under 21 |
| Data                                                                           | Città                                                                          | In casa                                                                        | Risultato                                                                      | Ospiti                                                                         | Competizione                                                                   | Reti                                                                           | Note                                                                           |
| ------------------------------------------------------------------------------ | ------------------------------------------------------------------------------ | ------------------------------------------------------------------------------ | ------------------------------------------------------------------------------ | ------------------------------------------------------------------------------ | ------------------------------------------------------------------------------ | ------------------------------------------------------------------------------ | ------------------------------------------------------------------------------ |
| 10-10-1973                                                                     | Parigi                                                                         | Francia under 21                                                               | 1 – 1                                                                          | Italia under 21                                                                | Amichevole                                                                     | -                                                                              |                                                                                |
| Totale                                                                         |                                                                                | Presenze                                                                       | 1                                                                              |                                                                                | Reti                                                                           | 0                                                                              |                                                                                |

### Statistiche da allenatore

#### Panchine da commissario tecnico della nazionale italiana olimpica
| Cronologia completa delle presenze e delle reti in nazionale ― Italia Olimpica | Cronologia completa delle presenze e delle reti in nazionale ― Italia Olimpica | Cronologia completa delle presenze e delle reti in nazionale ― Italia Olimpica | Cronologia completa delle presenze e delle reti in nazionale ― Italia Olimpica | Cronologia completa delle presenze e delle reti in nazionale ― Italia Olimpica | Cronologia completa delle presenze e delle reti in nazionale ― Italia Olimpica | Cronologia completa delle presenze e delle reti in nazionale ― Italia Olimpica | Cronologia completa delle presenze e delle reti in nazionale ― Italia Olimpica |
| Data                                                                           | Città                                                                          | In casa                                                                        | Risultato                                                                      | Ospiti                                                                         | Competizione                                                                   | Reti                                                                           | Note                                                                           |
| ------------------------------------------------------------------------------ | ------------------------------------------------------------------------------ | ------------------------------------------------------------------------------ | ------------------------------------------------------------------------------ | ------------------------------------------------------------------------------ | ------------------------------------------------------------------------------ | ------------------------------------------------------------------------------ | ------------------------------------------------------------------------------ |
| 17-9-1988                                                                      | Gwangju                                                                        | Italia                                                                         | 5 – 2                                                                          | Guatemala                                                                      | Olimpiadi 1988 - 1º turno                                                      | Carnevale Evani Virdis Ferrara Desideri                                        | Cap:M. Tassotti                                                                |
| 19-9-1988                                                                      | Gwangju                                                                        | Zambia                                                                         | 4 – 0                                                                          | Italia                                                                         | Olimpiadi 1988 - 1º turno                                                      | -                                                                              | Cap:M. Tassotti                                                                |
| 21-9-1988                                                                      | Seul                                                                           | Iraq                                                                           | 0 – 2                                                                          | Italia                                                                         | Olimpiadi 1988 - 1º turno                                                      | Rizzitelli Mauro                                                               | Cap:M. Tassotti                                                                |
| 25-9-1988                                                                      | Daejeon                                                                        | Svezia                                                                         | 1 – 2 dts                                                                      | Italia                                                                         | Olimpiadi 1988 - Quarti di finale                                              | Virdis Crippa                                                                  | Cap:M. Tassotti                                                                |
| 27-9-1988                                                                      | Pusan                                                                          | Unione Sovietica                                                               | 3 – 2 dts                                                                      | Italia                                                                         | Olimpiadi 1988 - Semifinale                                                    | Virdis Carnevale                                                               | Cap:M. Tassotti                                                                |
| 30-9-1988                                                                      | Seul                                                                           | Italia                                                                         | 0 – 3                                                                          | Germania Ovest                                                                 | Olimpiadi 1988 - Finale 3º-4º posto                                            | -                                                                              | Cap:M. Tassotti 4º posto                                                       |
| Totale                                                                         |                                                                                | Presenze                                                                       | 6                                                                              |                                                                                | Reti                                                                           | 11                                                                             |                                                                                |

## Palmarès

### Giocatore

#### Club

##### Competizioni giovanili
- Campionato Primavera: 2

Roma: 1972-1973, 1973-1974
- Coppa Italia Primavera: 1

Roma: 1973-1974

##### Competizioni nazionali
- Coppa Italia: 2

Roma: 1979-1980, 1980-1981